# Santa Juanita
Santa Juanita är en ort i Mexiko.   Den ligger i kommunen Querétaro och delstaten Querétaro Arteaga, i den centrala delen av landet, 180 km nordväst om huvudstaden Mexico City. Santa Juanita ligger 2 053 meter över havet och antalet invånare är 296.
Terrängen runt Santa Juanita är kuperad åt sydväst, men åt nordost är den platt. Runt Santa Juanita är det ganska tätbefolkat, med 149 invånare per kvadratkilometer. Närmaste större samhälle är Santiago de Querétaro, 6,5 km väster om Santa Juanita. Omgivningarna runt Santa Juanita är en mosaik av jordbruksmark och naturlig växtlighet.